# 王效贤
王效贤（1930年—），女，河北乐亭人，中华人民共和国外交翻译，曾任中国人民对外友好协会副会长，第八、九届全国政协委员。